# Sukajadi (Lemahsugih)
Sukajadi is een bestuurslaag in het regentschap Majalengka van de provincie West-Java, Indonesië. Sukajadi telt 4575 inwoners (volkstelling 2010).